# Al-Kunajja asz-Szarkijja
Al-Kunajja asz-Szarkijja – wieś w Syrii, w muhafazie Hims, w dystrykcie Hims. W 2004 roku liczyła 456 mieszkańców.